# John Smith (botânico)
John Smith  (Aberdour, 1798 – 1888) foi um botânico britânico, curador do Real Jardim Botânico de Kew, que se distinguiu no campo da pteridologia e do estudo das orquídeas.

## Biografia
Trabalhou como curador do Real Jardim Botânico de Kew, tendo ingressado ao serviço dos jardins reais en 1822, como ajudante de William T. Aiton, de quem passou a ser assistente principal em 1826.
Foi um incansável estudioso das orquídeas exóticas  que recebia no Jardim.
Foi curador com Sir William Hooker até 1864. Apesar do seu interesse primordial terem sido os pteridófitos, tinha profundos conhecimentos sobre as vasculares e o seu cultivo.

## Obras publicadas
Entre muitas outras obras, é autor das seguintes monografias:
- 1856 Catalogue of Ferns in the Royal Gardens at Kew. HMSO, London, England. 1856. 8pp, 210x140mm, PB
- 1857 Cultivated Ferns: Or a Catalogue of Exotic and indigenous Ferns Cultivated in British Gardens, with Characters of General Principal, Synonyms, etc. William Pamplin, Londres. 1857. xii, 84 pp. 163x103 mm, HB. También, posiblemente, una edición de 1864
- 1866 Ferns: British and Foreign, Their History, Geography, Classification and Enumeration of the Species of Garden Ferns with a Treatise on Their Cultivation, etc. 1ª ed. Robert Hardwicke, Londres. 1866. xiv, 412 (2) pp. 195x125 mm, HB; Web: http://www.archive.org/details/fernsbritishfore00smitrich. También 2ª ed. (1877) y 3ª ed. (1879), subtitulada The History, Organography, Classification and Enumeration of the Species of Garden Ferns.; web: http://www.archive.org/details/fernsbritish00smitrich
- 1875 Historia Filicum: an exposition of the nature, number and organography of ferns, and review of the principles upon which genera are founded, and the systems of classification of the principal authors, with a new general arrangement; characters of the genera; remarks on their relationship to one another; their species; reference to authors; geographical distribution; etc., etc. MacMillan & Co., Londres. 1875. (2) /xvi/429/ (5) pp. 190x120 mm, HB; web: http://www.archive.org/details/historiafilicume00smitrich reimpreso en 1981
- 1878. Bible plants, their history. 265 pp.
- 1871. Domestic Botany. Ed. L.Reeve & Co.